# 고추밭에 양배추
고추밭에 양배추는 1985년 공개된 대한민국의 영화이다.

## 배역
- 원미경
- 김추련
- 김성겸
- 여운계